# Fréville-du-Gâtinais
Fréville-du-Gâtinais település Franciaországban, Loiret megyében. Lakosainak száma 178 fő (2022. január 1.). Fréville-du-Gâtinais Saint-Loup-des-Vignes, Mézières-en-Gâtinais, Montliard, Ouzouer-sous-Bellegarde és Quiers-sur-Bézonde községekkel határos.

## Népesség
A település népességének változása:
| Lakosok száma | 158  | 132  | 165  | 180  | 185  | 184  | 180  | 181  | 183  | 178  |
|               | 1968 | 1982 | 1990 | 2006 | 2013 | 2015 | 2017 | 2019 | 2020 | 2022 |